# د. واين كالوواي
د. واين كالوواي (بالإنجليزية: D. Wayne Calloway)‏ هو شخصية أعمال أمريكي، ولد في عقد 1930، وتوفي عن عمر يناهز 62 في 1998 في مانهاتن، بسبب سرطان.